# Флора Азербайджана
Территория республики обладает богатой и редкой флорой. Здесь распространено свыше 4 500 видов цветущих растений, среди которых имеются редкие и исчезающие. На территории Азербайджана имеются широколиственные леса, смешанные леса, тугайные леса, посадки вечнозеленых растений, субальпийские редколесья, альпийские луга (в горах). На сравнительно небольшой территории встречаются практически все распространенные в мире типы растительности. Приблизительно 4 500 видов растущих в Азербайджане высших, споровых и цветковых растений объединены в 125 отрядов и 920 родов. По общему количеству видов флора Азербайджана более разнообразна в отличие от других кавказских республик. Встречающиеся на территории Азербайджана виды растений составляют 66% общего количества растущих на Кавказе видов. Наряду с широко распространенными на Кавказе и в других регионах видами, в азербайджанской флоре имеются растущие только в Азербайджане и характерные его сравнительно небольшим районам около 240 эндемических видов.

## Растительность Азербайджана

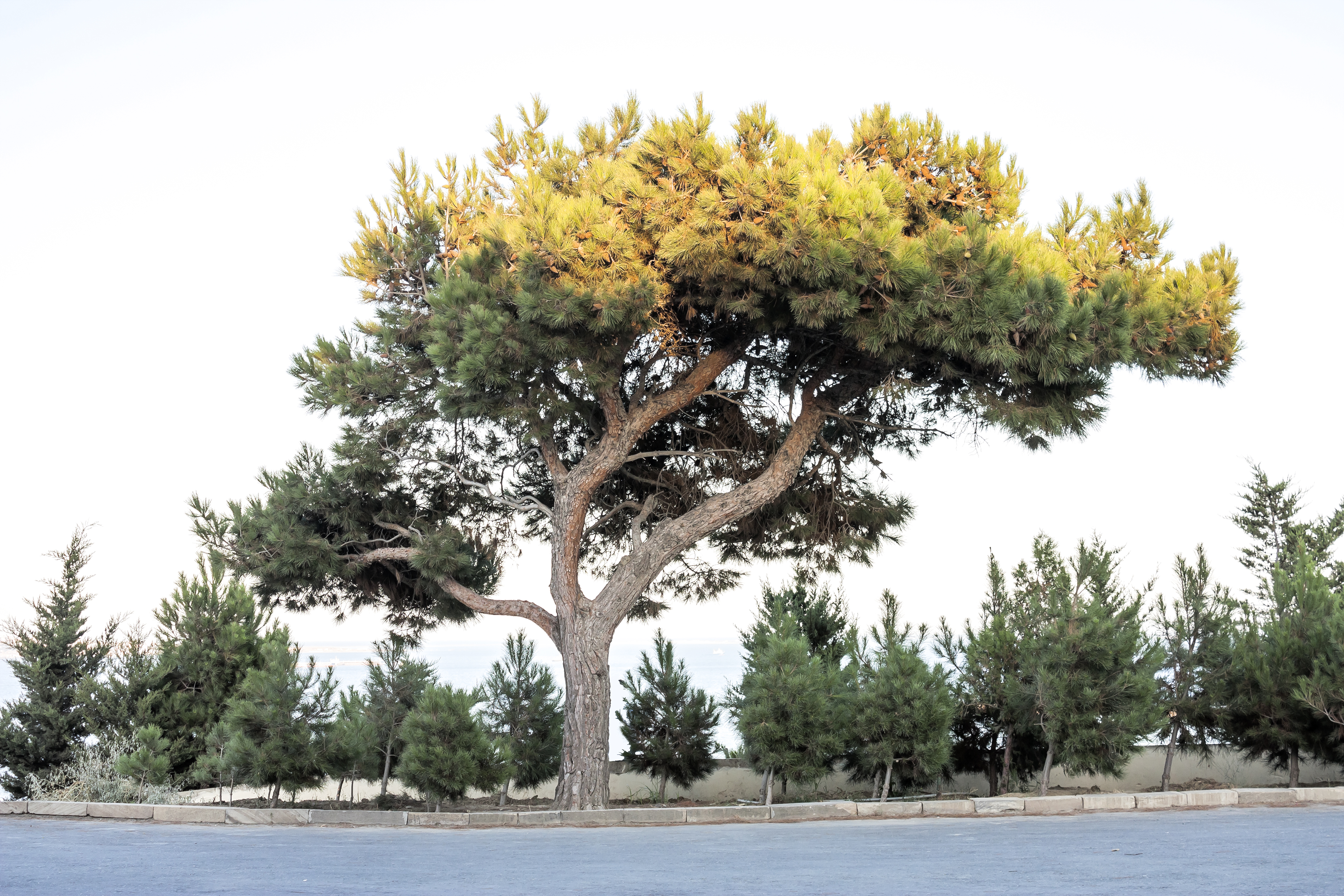
Эльдарская сосна, Баку

В составе азербайджанской флоры встречаются все ареальные типы — древние леса, бореал, степи, ксерофиты, пустыни, адвентивные типы растений. Типы древнего леса в основном встречаются в Талышской зоне, типы бореал — в гористых зонах Большого и Малого Кавказа, в меньшем количестве — в нижних поясах. Типы ксерофил, степь, пустыня распространены в равнинных зонах, предгорьях в основном в Кура-Аразской низменности. Адвентивный ареальный тип встречается довольно редко — в Кура-Аразской низменности, на прибрежье Каспия, озёрах, лужайках, непроточных водах и болотистых местах.
На северо-западе республики, на степных лугах Эльдарской равнины произрастает реликтовая сосна эльдарская — остаток третьего периода. Наличие в лесном массиве эльдарской сосны можжевельника, фисташки 30 - 35 видов относит эти места к горно-ксерофитной растительности.
Сухие низменности покрыты полупустынной и пустынной растительностью, а также эфемеровой субтропической растительностью. Местами встречаются солончаки. Высокие равнины предгорья заняты полынными степями, остепненными полынными, полупустынями кустарниками. Южная часть Большого Кавказа, некоторые районы Малого Кавказа, и Талышские горы покрыты лесами из дуба, граба, бука, каштана, акации, ясеня. Во влажных низинах растут тугайные леса, ольховник и ольховолапиновые леса. В высокогорье распространены субальпийские луга, 

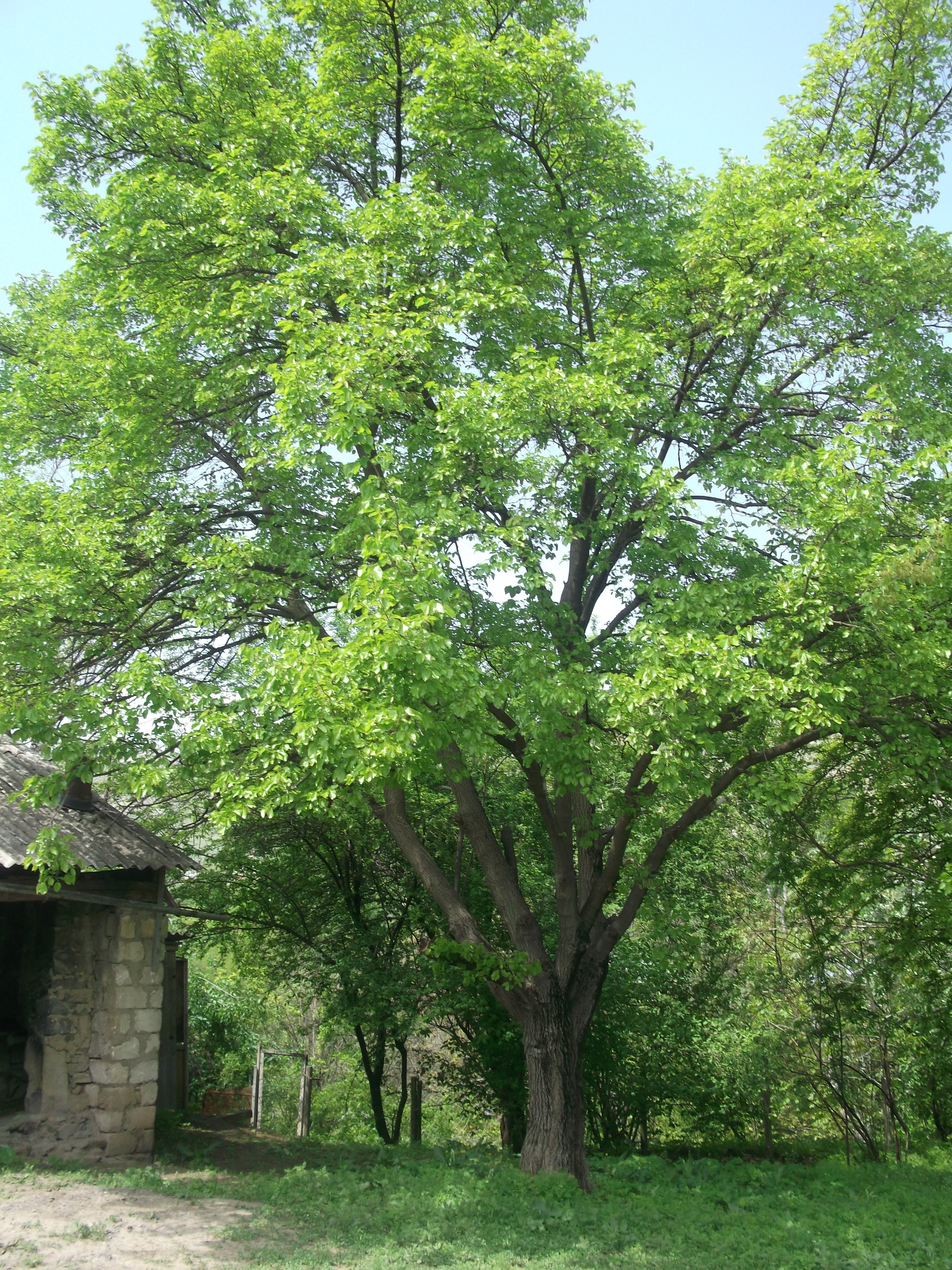
Тутовое дерево

восточный дуб, на северных склонах — березовые леса, с искривленными деревьями вследствие снежных лавин, на высоких горных склонах Большого Кавказа рододендрон и редко — Кавказская рябина.
На вершинах гор альпийских лугов, на крутых возвышенностях, чуть меньше на седлообразных перевалах в сравнении с субальпийскими полянами встречаются низкорослые типы растений. Альпийские ковры состоят из двух групп формаций: действительных альпийских ковров (тмин, подорожник, манжетка, одуванчик) и альпийских ковров на каменистой местности (сиббальдия, колокольчик).
Вдоль рек Кура, Араза, Ганых и Габырры в лентообразной, локальной форме простираются тугайные леса. Основу этих лесов составляют тополь, ива, тут, вяз, тамариск, гранат. Иногда вдоль горных рек или в долинах рек восстановлены некоторые смешанные леса. Здесь произрастают тут, ежевика, гранат, шиповник, тамариск, облепиха, сушеный барбарис, скумпия. Облепиха наиболее распространена в долинах рек Шин, Киш, Дэмирапараг, Турьян, Гёйчай, Ахму, Вяльвяля и Тертер. Вокруг реки Талыш часто образует крупные лесные заросли ольха и палина. Другой вид ольхи, Alnus barbata, наиболее характерен для заболоченных лесов Талыша. В Талышских лесах растут местный эндемический вид инжира, жёлтая болотная лилия, лягушачья трава.

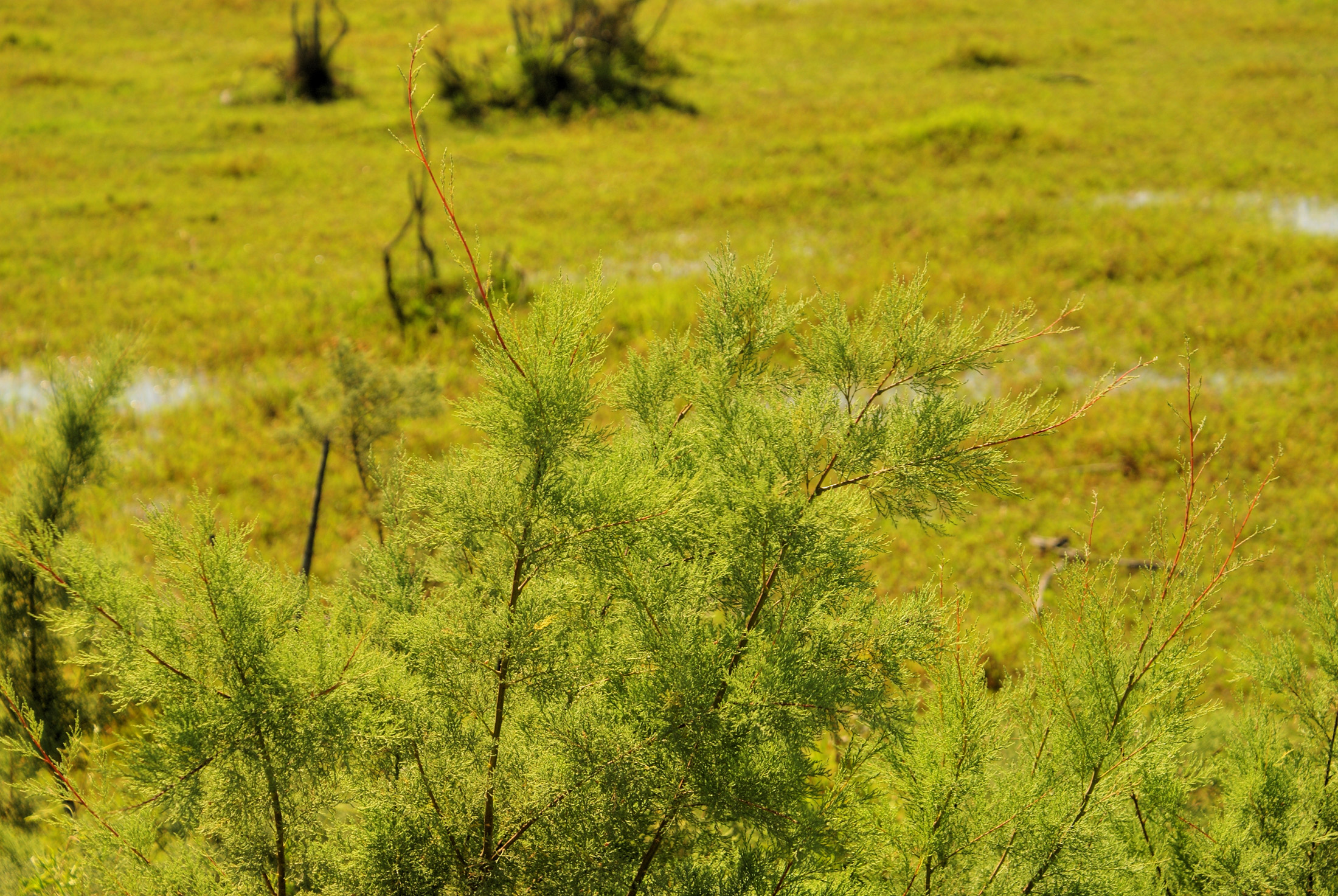
Маленький Тамариск, Хачмаз

В Кура-Аразской низменности, прибрежных и других равнинах  пустынный и полупустынный тип растительного покрова. В пустынях наиболее распространена черноноземная солянка. Её расстилающиеся по земле ветки создают небольшие холмики в основном вокруг Локбатана, на Мугани, в Восточном Ширване. Пустыни с желтыми холмиками чаще всего можно встретить вокруг Каспийского моря и Кура — Аразской низменности.
В Губа-Хачмазской и Карабахской зонах, в также в Алазан-Айричайской впадине распространены равнинные лесные массивы локальной формы. Основу этих лесов составляют широколиственный дуб, боярышник, мушмула. В лесах Алазан-Айричайской впадины существуют также клен, ясень, липа, груши. Из вьющихся растений распространены дикий виноград, ветреница, каменистый плющ.
На реках и вокруг водораспределительных каналов, в заболоченных местах, в локальных формах в равнинных районах встречаются камышовые заросли космополитского состава. В этих заболоченных местах присутствуют лисохвост, высокорослая (трава), камнеломка, просянки, веник. Создают заросли и высокорослые деревья эриантус типа саванны.
На болотах талышских равнин специальные формации создают сальвиния, лилия, рдест, водяной орех, жёлтая болотная лилия (касатик). Для высохших болот характерны мята, иглица, лютик, спорыш.
В сухих и жарких районах (Нахчыванская АР, Джебраил, Зангелан), на степных горных плато Большого Кавказа встречается растительность ксерофит — фригана, колючий астрагал, лишайник, аканта лимон, можжевельник, местами фисташка. Фриналалы в Нахчыванской АР на высоте 1 000 — 1 500 метров образуют независимые формации (заросли). В этих формациях можно встретить свыше 300 сортов растительности. В засушливых районах создают тумил-чабрец и его формации чабрец и его виды. Тумильским участкам характерны полевая мята, крушина, курчавка. На участках подобного типа имеются  молочай, тысячелистник, барбарис. 
В республике в локальной форме можно встретить лишайник, держидерево, крушину, пироканту, мордовник; пузырник. Они также образуют особые формации и непосредственно участвуют в формировании горно-ксерофитной растительности. 
Являясь характерными для республики формациями, можжевельник, крапива, древокорень и скумпия (желтинник) образуют в отдельности специальный растительный покров.
Флора Азербайджана насчитывает до 270 эндемичных видов. Эндемичной флорой наиболее богаты Талышские горы, нагорная часть Нахчыванской Автономной Республики и южные ксерофитные участки Малого Кавказа. К ним относятся железное дерево, каштанолистный дуб, гирканская смоковница, каспийский шафран, каспийская фиалка, атропатенский шиповник, серебристая фасоль, полукруглый шиповник.
На территории Басутчайского заповедника произрастают восточные платаны.
На 2021 год в Агдамском, Физулинском, Ходжавендском, Агдеринском районах Азербайджана распространён 541 вид растений, относящиеся к 9 генофондным группам. На территории данных районов распространены лекарственные, красильные, витаминные, медодающие, дикорастущие пищевые, пряные, овощные, фруктовые, ягодные растения. Растения относятся к 163 отделам, 391 виду. Перспективные виды растений находятся в Агдамском районе (93 вида), Физулинском районе (127 видов). 65 видов растений, произрастающих на данной территории, находятся под угрозой исчезновения.

## Hациональные заповедники
Такие заповедники, как Кызылагачский, Закатальский и Ширванский имеют международное значение. Гирканский заповедник охраняет реликтовую растительность в районе Талышских гор и Ленкоранской низменности. Турианчайский заповедник охраняет знаменитую эльдарскую сосну. Природные комплексы восточной части Большого Кавказа оберегает Исмаиллинский заповедник, а Гёйгёль, и окружающие его природные комплексы Малого Кавказа, охраняет Гёйгёльский заповедник.

### Гёйгёльский заповедник

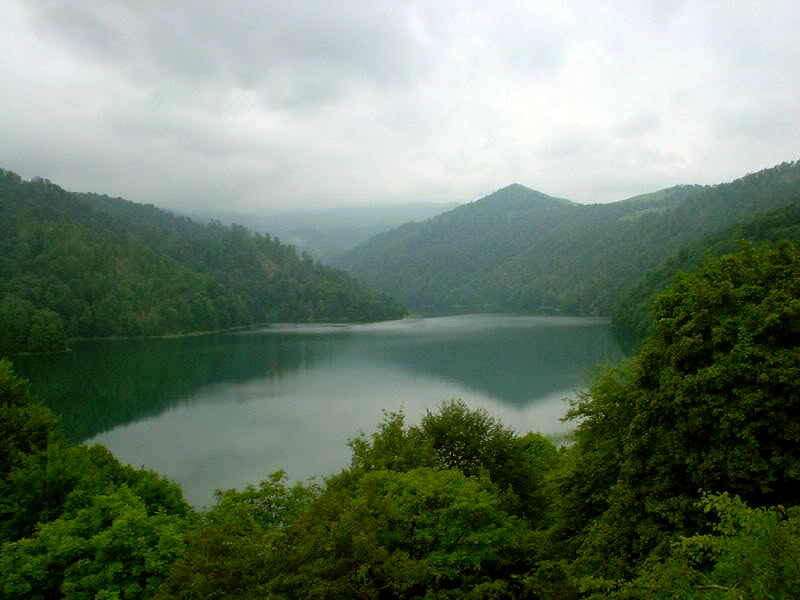
Озеро Гёйгель на территории одноимённого заповедника

1 апреля 2008 года был создан Гейгельский национальный парк. Общая площадь территории парка составляет 12 755 гектаров. Гейгельский национальный парк расположен на северных склонах горы Кяпяз, на высоте 1 000 — 3 060 метров над уровнем моря. Создание национального парка было направлено в основном на сохранение местной биосреды, эффективное использование природных ресурсов и развитие экотуризма. Основная часть национального парка имеет богатый растительный покров. Леса на высоте 1 100 — 2 200 метров над уровнем моря включают 80 видов деревьев и кустарниковых. По территории парка протекает правый приток реки Кюрекчай — Ахсучай. 

### Алтыагаджский национальный парк
Он был создан 31 августа 2004 года и занимает впечатляющую площадь — 11 035 гектаров. Алтыагаджский национальный парк расположен на территории двух районов: Хызынского и Сиязанского, это на северо-востоке страны. Название парка происходит от слова «агадж» — мера расстояния, равнялась приблизительно 7 километров, а «алты» на местном наречии означает шесть. Этот национальный парк создавался с целью развития экотуризма, охраны природных комплексов, сохранения и восстановления флоры и фауны местности и сохранения природного ландшафта юго-восточного хребта Большого Кавказа. По территории Алтыагаджского национального парка протекает река Атачай и несколько её притоков. Часть парка покрыта лиственными лесами, основные виды деревьев здесь это — кавказский дуб, кавказский граб, восточный бук, ясень и береза. Из кустарников чаще всего встречаются колючий боярышник, шиповник и ежевика.

### Пиргулинский государственный заповедник

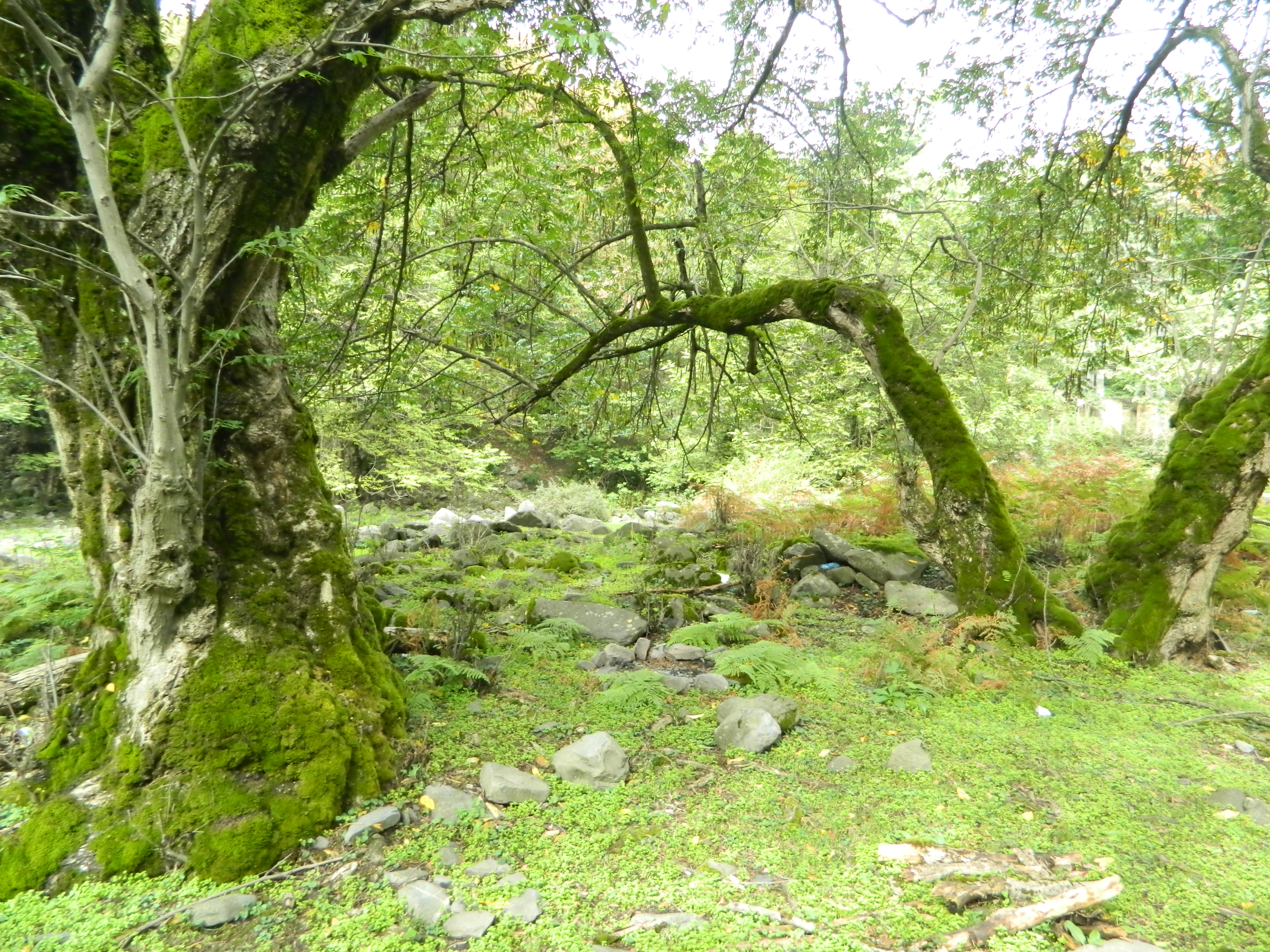
Загатальский заповедник

Пиргулинский государственный заповедник был создан по решению азербайджанского правительства в 1968 году на участке в 1 500 гектаров в восточной части цепи гор Большого Кавказа. Основной целью создания заповедника явилось предотвращение процессов эрозии и запыления атмосферы, а также сохранение характерного для данного места типичного горно-лесного ландшафта и увеличение числа ценных, редких и значимых видов животных и растений. Из деревьев встречаются граб, дуб, бук. Они образуют как чистые, так и смешанные леса. В этих лесах в смешанном виде встречаются ясень, белый клен, тис, ива, орех, черешня, яблоня, груша, железное дерево, мушмула.

### Загатальский заповедник
Загатальский заповедник является одним из самых древних заповедников в Азербайджане. Он был образован в 1929 году на территории Загатальского и Балаканского районов. Заповедник граничит с Грузией. Целью создания Загатальского заповедника послужило сохранение незаменимой землеохранной и водоудерживающей способности этого места, природного комплекса, а также растительного и животного мира. В заповеднике растут более 900 видов растений. В качестве основных деревьев можно назвать бук, дуб, граб, липу, ольху чёрную, сосну крючковатую.

### Гирканский национальный парк
Гирканский национальный парк бы создан в 2004 году на территории двух районов Азербайджана: Лянкаранского и Астаринского. Площадь этого национального парка 42 797 гектаров, и все они заняты живописной яркой зеленью многочисленных растений. Целью создания Гирканского национального парка являлась защита ландшафтов влажных субтропиков от пагубного влияния человека, а также защита эндемических и реликтовых видов растений. Из распространенных на территории Азербайджана растений, в Гирканских лесах произрастают 1 900 видов, включая 162 эндемических, 95 редких, 38 вымирающих видов. Среди них есть и занесенные в Красную книгу — гирканский самшит, железное дерево, дуб каштанолистный, инжир, груша гирканская, альбиция ленкоранская, хурма кавказская, ольха и другие.